# Szerisevo
Szerisevo (oroszul: Серышево) városi jellegű település Oroszország ázsiai részén, az Amuri területen, a Szerisevói járás székhelye. Népessége: 10 816 fő (a 2010. évi népszámláláskor).

## Elhelyezkedése
A járás a Zeja–Bureja-síkság nyugati részén, a település Blagovescsenszk területi székhelytől 108 km-re északkeletre helyezkedik el. Vasútállomás a transzszibériai vasútvonal Szvobodnij és Belogorszk közötti szakaszán. A település közelében vezet az „Amur” nevű R297-es főút (oroszul: ).
A közeli Belonogovo faluról elnevezett vasútállomás építésekor, az építők lakóhelyeként keletkezett 1912-ben. 1928-ban a távol-keleti harcokban részt vett SZ. M. Szerisev szovjet katonai parancsnokról nevezték el. A járást 1935-ben alakították meg, Szerisevo 1948-ban kapott városi jellegű település rangot.